# Gabrielle Onguéné
Gabrielle Aboudi Onguéné (* 25. Februar 1989 in Douala) ist eine kamerunische Fußballspielerin.

## Leben
Gabrielle Onguéné wurde als Tochter von Clément Onguéné geboren und ist mit dem ehemaligen kamerunischen Nationalspieler Jean Manga-Onguéné nicht verwandt. Sie wuchs in dem kleinen Vorort Ekekam auf und besuchte die Schule in Okola.

### Karriere

#### Im Verein
Onguéné begann ihre Karriere in ihrer Heimatstadt Douala für Gondicam de Yabassi. 2010 verließ sie Gondicam und wechselte zu Canon de Yaoundé. Nach einem Jahr verließ sie Canon wieder und ging im Frühjahr 2011 zu Louves MINCOF Yaoundé. Im April 2011 absolvierte Onguene ein Probetraining bei Pogoń Szczecin Women, konnte jedoch nicht überzeugen. Einen Monat später folgte im Mai 2011 gemeinsam mit Nationalmannschaftskameradin Gabrielle Ngaska ein Probetraining beim deutschen Bundesligisten FF USV Jena. Ongene wechselte nach den Olympischen Spielen im Sommer 2012 nach Russland zu FK Alfa 09 Kaliningrad. Nach knapp vier Monaten in Russland, kehrte sie nach Kamerun zurück und spielt seither für Louves MINCOF Yaoundé.

#### International
Seit 2010 ist Onguéné Nationalspielerin ihres Landes Kamerun und übt seit 2011 das Amt als Vize-Mannschaftskapitän von Kamerun. Im Juli 2012 wurde sie für die Olympischen Sommerspiele 2012 in London nominiert. Onguene nahm 2015 bei der ersten WM-Teilnahme von Kamerun an der Weltmeisterschaft in Kanada teil. Bei diesem Turnier erreichte sie mit ihrem Team, als Gruppenzweiter das Achtelfinale und scheiterte erst dort an China.